# 46. ceremonia wręczenia Oscarów
46. ceremonia rozdania Oscarów odbyła się 2 kwietnia 1974 roku w Dorothy Chandler Pavilion w Los Angeles.

## Laureaci

### Najlepszy film
- Tony Bill, Michael Phillips i Julia Phillips – Żądło
- Francis Ford Coppola, Gary Kurtz –  Amerykańskie graffiti
- William Peter Blatty –  Egzorcysta
- Melvin Frank –  Miłość w godzinach nadliczbowych
- Ingmar Bergman –  Szepty i krzyki

### Najlepszy aktor
- Jack Lemmon – Ocalić tygrysa
- Jack Nicholson –  Ostatnie zadanie
- Al Pacino –  Serpico
- Robert Redford –  Żądło
- Marlon Brando –  Ostatnie tango w Paryżu

### Najlepszy aktor drugoplanowy
- John Houseman – W pogoni za papierkiem
- Vincent Gardenia –  Uderzaj powoli w bęben
- Jason Miller –  Egzorcysta
- Randy Quaid –  Ostatnie zadanie
- Jack Gilford –  Ocalić tygrysa

### Najlepsza aktorka
- Glenda Jackson – Miłość w godzinach nadliczbowych
- Marsha Mason –  Przepustka dla marynarza
- Ellen Burstyn –  Egzorcysta
- Joanne Woodward –  Letnie życzenia, zimowe marzenia
- Barbra Streisand –  Tacy byliśmy

### Najlepsza aktorka drugoplanowa
- Tatum O’Neal – Papierowy księżyc
- Candy Clark –  Amerykańskie graffiti
- Linda Blair –  Egzorcysta
- Madeline Kahn –  Papierowy księżyc
- Sylvia Sidney –  Letnie życzenia, zimowe marzenia

### Najlepsza scenografia i dekoracje wnętrz
- Henry Bumstead i James Payne – Żądło
- Bill Malley, Jerry Wunderlich –  Egzorcysta
- Lorenzo Mongiardino, Gianni Quaranta, Carmelo Patrono –  Brat Słońce, siostra Księżyc
- Philip M. Jeffries, Robert De Vestel –  Tomek Sawyer
- Stephen B. Grimes, William Kiernan –  Tacy byliśmy

### Najlepsze zdjęcia
- Sven Nykvist – Szepty i krzyki
- Owen Roizman –  Egzorcysta
- Jack Couffer –  Jonathan Livingston Seagull
- Robert Surtees –  Żądło
- Harry Stradling Jr. –  Tacy byliśmy

### Najlepsze kostiumy
- Edith Head – Żądło
- Piero Tosi –  Ludwig
- Donfeld –  Tomek Sawyer
- Marik Vos-Lundh –  Szepty i krzyki
- Dorothy Jeakins, Moss Mabry –  Tacy byliśmy

### Najlepsza reżyseria
- George Roy Hill – Żądło
- George Lucas –  Amerykańskie graffiti
- William Friedkin –  Egzorcysta
- Bernardo Bertolucci –  Ostatnie tango w Paryżu
- Ingmar Bergman –  Szepty i krzyki

### Pełnometrażowy film dokumentalny
- Kieth Merrill –  The Great America Cowboy
- John D. Goodell – Always a New Beginning
- Alexander Grasshoff – Journey to the Outer Limits
- Bengt von zur Mühlen – Schlacht um Berlin
- Gertrude Ross Marks, Edmund F. Penney – Walls of Fire

### Krótkometrażowy film dokumentalny
- Julian Krainin, DeWitt L. Sage Jr. –  Princeton: A Serach For Answers
- Carmen D'Avino – Background
- Albert Maysles, David Maysles – Christo's Valley Curtain
- Terry Sanders, June Wayne – Four Stones for Kanemitsu
- Louis Marcus – Paisti ag obair

### Najlepszy montaż
- William H. Reynolds – Żądło
- Verna Fields, Marcia Lucas –  Amerykańskie graffiti
- Ralph Kemplen –  Dzień Szakala
- John C. Broderick, Bud S. Smith, Evan A. Lottman, Norman Gay –  Egzorcysta
- Frank P. Keller, James Galloway –  Jonathan Livingston Seagull

### Najlepszy film nieanglojęzyczny
- Francja: François Truffaut – Noc amerykańska
- Izrael: Mosze Mizrachi –  Dom przy ulicy Chelouche
- RFN: Maximilian Schell –  Przechodzień
- Szwajcaria: Claude Goretta –  Zaproszenie
- Holandia: Paul Verhoeven –  Tureckie owoce

### Najlepsza muzyka w dramacie
- Marvin Hamlisch – Tacy byliśmy
- John Williams –  Przepustka dla marynarza
- Georges Delerue –  Dzień delfina
- Jerry Goldsmith –  Papillon
- John Cameron –  Miłość w godzinach nadliczbowych

### Najlepsza adaptacja muzyki
- Marvin Hamlisch – Żądło
- André Previn, Herbert W. Spencer i Andrew Lloyd Webber –  Jesus Christ Superstar
- Richard M. Sherman, Robert B. Sherman i John Williams –  Tomek Sawyer

### Najlepsza piosenka
- „The Way We Were” – Tacy byliśmy – muzyka:Marvin Hamlisch; słowa: Alan Bergman, Marilyn Bergman
- „Nice to Be Around” – Przepustka dla marynarza – muzyka: John Williams; słowa: Paul Williams
- „Live and Let Die” –  Żyj i pozwól umrzeć – Paul McCartney, Linda McCartney
- „Love” – Robin Hood – muzyka: George Bruns; słowa: Floyd Huddleston
- „All That Love Went to Waste” –  Miłość w godzinach nadliczbowych – muzyka: George Barrie; słowa: Sammy Cahn

### Najlepszy dźwięk
- Robert Knudson i Christopher Newman – Egzorcysta
- Richard Portman, Larry Jost –  Dzień delfina
- Donald O. Mitchell, Larry Jost –  Miłość w godzinach nadliczbowych
- Richard Portman, Les Fresholtz –  Papierowy księżyc
- Ronald Pierce, Robert R. Bertrand –  Żądło

### Krótkometrażowy film animowany
- Frank Mouris –  Frank Film
- Nick Bosustow, David Adams – The Legend of John Henry
- Emanuele Luzzati, Gulio Gianini – Pulcinella

### Krótkometrażowy film aktorski
- Allan Miller i William Fertik – The Bolero
- Richard Gayer – Clockmaker
- Pen Densham, John Watson – Life Times Nine

### Najlepszy scenariusz oryginalny
- David S. Ward – Żądło
- George Lucas, Gloria Katz i Willard Huyck –  Amerykańskie graffiti
- Steve Shagan –  Ocalić tygrysa
- Melvin Frank i Jack Rose –  Miłość w godzinach nadliczbowych
- Ingmar Bergman –  Szepty i krzyki

### Najlepszy scenariusz adaptowany
- William Peter Blatty – Egzorcysta
- Robert Towne –  Ostatnie zadanie
- James Bridges –  W pogoni za papierkiem
- Alvin Sargent –  Papierowy księżyc
- Waldo Salt i Norman Wexler –  Serpico

### Oscar Honorowy
- Henri Langlois – za całokształt osiągnięć jako reżyser
- Groucho Marx – za całokształt pracy aktorskiej